# ري صغير

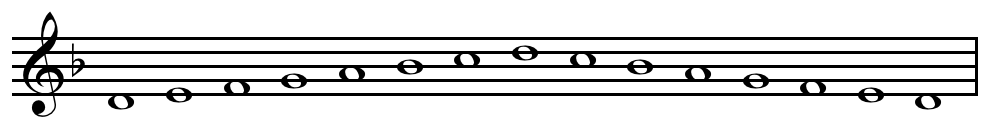
سلم ري الصغير صعوداً وهبوطاً

ري صغير (D minor) هو سلم موسيقي صغير يتألف من الدرجات الموسيقية ري D، مي E، فا F، صول G، لا A، سي المنخفضة ♭B، دو C، وينتهي بمفتاح ري D، وذلك على الترتيب التالي من اليسار إلى اليمين:
D, E, F, G, A, B♭, C, D
يحوي سلم فا الكبير على إشارة الخفض واحدة على السي. إن السلم الصغير المتناغم معه يكون عن طربق رفع الدو C إلى ♯C.
إن المفتاح الموسيقي القريب له على السلم الكبير هو فا كبير، أما المفتاح الموسيقى الموازي فهو ري كبير.